# László Kovács
László Kovács (n. 3 iulie 1939, Budapesta, Regatul Ungariei) este un politician socialist maghiar. A fost de două ori ministru de externe al Ungariei, prima dată între 1994-1998, din nou între 2002-2004. Pe 16 septembrie 1996 a semnat din partea Ungariei la Timișoara alături de Teodor Meleșcanu, pe atunci ministru de externe al României, tratatul bilateral româno-maghiar de prietenie și bună vecinătate. Pe 18 noiembrie 2004 a devenit comisar european, membru al Comisiei Europene conduse de José Manuel Durão Barroso.